# Большая Караганка
Большая Караганка (в верховье Караганка) — река в Челябинской области России, протекает по территории Кизильского и Брединского районов. Устье реки находится в 1959 км по левому берегу реки Урал. Длина реки составляет 111 км, площадь водосборного бассейна — 3470 км².
Гидроним сравнивают с казахским карагана «чилига» (кустарник из семейства бобовых). Есть и другая версия: топонимист А. А. Воронков из Челябинска считает допустимым этимологическое родство вычленяемого им форманта -ган с палеобалканским словом со значением «океан».
На возвышенном мысу, образованном слиянием рек Большая Караганка и Утяганка находится Аркаим — укреплённое поселение эпохи средней бронзы рубежа XX/XVIII - XVIII/XVI вв. до н. э.

## Притоки
(км от устья)
- 1,5 км: Малая Караганка (лв)
- 25 км: Ильяска (пр)
- 37 км: Амамбайка (пр)
- 63 км: Утяганка (лв)
- 74 км: Кайрахта (пр)
- 84 км: Мандесарка (пр)

## Данные водного реестра
По данным государственного водного реестра России относится к Уральскому бассейновому округу, водохозяйственный участок реки — Урал от Магнитогорского гидроузла до Ириклинского гидроузла, речной подбассейн реки — подбассейн отсутствует. Речной бассейн реки — Урал (российская часть бассейна).
Код объекта в государственном водном реестре — 12010000312112200002189.